# Goričan
Goričan (mađarski: Muracsány) je općina i naselje u sjevernoj Hrvatskoj. Smještena je u Međimurskoj županiji. Administrativno središte općine je naselje Goričan.

## Općinska naselja
Jedino naselje u sastavu općine je mjesto Goričan.

## Zemljopis
Općina Goričan smještena je u istočnom dijelu Međimurske županije. Površina općine Goričan iznosi 21,5 km².
Općina graniči sjeverozapadno s općinom Domašinec, zapadno s općinom Donji Kraljevec, na jugu s gradom Prelogom. Sjeveroistočna granica Općine je državna granica prema Republici Mađarskoj, a u pravilu je određuje rijeka Mura.
Na području općine smješten je granični prijelaz Goričan, na prometnom koridoru Zagreb – Budimpešta.

## Stanovništvo
Po popisu stanovništva iz 2001. godine, općina Goričan imala je 3148 stanovnika, od toga broja je 1547 muških stanovnika i 1601 ženski stanovnik. Prema narodnosti u Goričanu živi 3088 Hrvata, 1 Albanac, 6 Čeha, 1 Mađar, 9 Roma, 11 Rusa, 3 Slovenca, 2 Srba, 2 Ukrajinca, 1 ostali i 17 nisu se izjasnili, dok ih je 8 nepoznatih. Prema vjeri 3090 je katolika, 9 pravoslavca, 1 musliman, 3 jehovca, 1 ostale vjere, 29 agnostika, 2 nepoznato i 13 nepoznato. Svi su raspoređeni u jednom naselju – Goričanu.
| broj stanovnika | 2342  | 2736  | 2880  | 3202  | 3400  | 4086  | 4157  | 4121  | 4418  | 4266  | 3847  | 3696  | 3256  | 3221  | 3148  | 2823  | 2343  |
|                 | 1857. | 1869. | 1880. | 1890. | 1900. | 1910. | 1921. | 1931. | 1948. | 1953. | 1961. | 1971. | 1981. | 1991. | 2001. | 2011. | 2021. |

| broj stanovnika | 2342  | 2736  | 2880  | 3202  | 3400  | 4086  | 4157  | 4121  | 4418  | 4266  | 3847  | 3696  | 3256  | 3221  | 3148  | 2823  | 2343  |
|                 | 1857. | 1869. | 1880. | 1890. | 1900. | 1910. | 1921. | 1931. | 1948. | 1953. | 1961. | 1971. | 1981. | 1991. | 2001. | 2011. | 2021. |

## Uprava
Općinski načelnik je Emanuel Sinković (HDZ). Općina nema općinsko poglavarstvo, a njegove poslove obavlja općinsko vijeće, koje ima 13 članova. Predsjednik općinskog vijeća je Petar Baksa.

## Povijest
Goričan je bio republika dva tjedna (1918. – Goričanska Republika) i glavni grad Međimurske županije 180 godina, sve do pojave Zrinskih.

## Gospodarstvo
Stanovništvo se bavi primarnom skupinom djelatnosti (28 %), sekundarnom (60 %), a ostalih 12 % tercijarnom i kvartarnom.
Uvoz privrednih subjekata 2005. godine u općini Goričan iznosio je 4.309.000 USD i tim je između gradova i općina u međimurskoj županiji na 7. mjestu.
Izvoz privrednih subjekata 2005. godine u općini Goričan iznosio je 5.882.000 USD i time je između gradova i općina u međimurskoj županiji na 6. mjestu.

## Poljoprivreda
U Goričanu je na dan 1. lipnja 2003. (prema Popisu poljoprivrede) bilo 2005 svinja, 11 ovaca, 1413 kunića, 10485 peradi, 9 košnica i 600 goveda.

## Poznate osobe
- Marijana Hranjec, kemičarka, Fakultet kemijskog inženjerstva i tehnologije
- Stjepan Hranjec, autor više publikacija o Goričanu i Međimurju
- Nenad Malović, svećenik i profesor Katoličkog bogoslovnog fakulteta u Zagrebu
- Jurica Ševa, viši asistent Fakulteta za organizaciju u informatiku u Varaždinu
- Tomislav Ševa, viši asistent Prirodnoslovno matematičkog fakulteta u Zagrebu
- Marko Loparić, liječnik, Biozentrum University of Basel
- Jurica Pavlić, seniorski europski prvak 2007. godine i juniorski viceprvak u speedwayu za 2008.

## Spomenici i znamenitosti
- spomenik palim borcima, u centru Goričana
- raspela i pilovi razmješteni po selu i oko njega
- drveni most preko rijeke Trnave, nazvan "Črni most"
- župna crkva sv. Leonarda
- kapela sv. Florijana "na bregu"
- spomen-ploča palim braniteljima Domovinskog rata
- spomen-ploča palima u Gorčkoj republici
- spomen-ploča Zrinskih

## Obrazovanje
U Goričanu djeluje Osnovna škola Goričan, koju pohađa 350 učenika
te dječji vrtić

## Kultura
- Dom kulture Goričan.
- HKUD Goričan
- Crkveni pjevački zbor
- Udruga slikara
- Puhački orkestar općine Goričan

### Udruge
U Goričanu je registrirano 26 udruga. Neke od njih su:
- Udruga "Loka" Goričan
- Dobrovoljno vatrogasno društvo Goričan
- Hrvatsko kulturno umjetničko društvo Goričan
- Košarkaški klub "Goričan" Goričan
- Lovačko društvo "Jelen" Goričan
- Nogometni klub "Trnava" Goričan
- Šahovski klub "Goričan"
- Mažoretkinje Goričan
- Športsko ribolovno društvo "Smuđ" Goričan
- Sportsko-rekreacijska udruga "Prijatelji" Goričan
- Stolnoteniski klub "Klima-Montaža"
- Udruga "Naša djeca" Goričan
- Udruga "Za boljitak" Roma
- Udruga roditelja djece s posebnim potrebama "Osmijeh" Goričan
- Udruga za informatiku, bežične mreže i napredne tehnologije Gowireless Goričan, (www.gowireless.hr)
- Udruga žena Goričan "Sunce"
- Ženski nogometni klub "Trnava" Goričan
- Gowireless – udruga za napredne tehnologije

## Šport
- NK Trnava Goričan
- STK Klima montaža
- šahovski klub Goričan
- SRD Smuđ
- SRU Loka
- SRU Prijatelji
- Biciklistički klub Corner Boys

Memorijalni malonogometni turnir "Damir Kranjčec" održava se od 1994.

## Vanjske poveznice
- Općina Goričan – službene stranice
- Nogometni klub Trnava  Arhivirana inačica izvorne stranice od 22. veljače 2014. (Wayback Machine)